# 俞吾金
俞吾金（1948年6月21日—2014年10月31日），男，浙江萧山人，中华人民共和国哲学家。

## 生平
1948年6月21日出生，1966年于上海市光明中学毕业，期间恰逢“文革”爆发，1977年，考入复旦大学哲学系，1983年6月，在桂林举行的“现代自然科学与马克思主义认识论”研讨会上，俞和幾位同學共同起草了一份《认识论改革提纲》，对当时国内流行的哲学教科书体系提出了尖锐的批评，与“左”的思潮对抗，引起了学界轰动和广泛的社会影响。这六名学生后来被称为“复旦六君子”。1984年留系任助教，1992年取得复旦大学和德国法兰克福大学联合培养的哲学博士学位。1993年晋升为教授，培养当时复旦大学辩论队，担任教练兼领队出征首届国际大专辩论会，并获冠军。当时，辩论队的顾问是复旦大学国际政治系主任王沪宁。那场1993年的狮城舌战，让很多人记忆犹新。“王沪宁研究国际政治，偏重实际，我研究哲学，有点空灵。”事后俞吾金总结说，两人优势互补，配合默契。。1995年，担任复旦大学哲学系主任。之后担任复旦大学学位委员会副主席、人文社科学部主席、复旦大学学术委员会副主任暨人文学术委员会主任、复旦大学现代哲学研究所所长。
2014年10月31日，因脑肿瘤医治无效去世，享年66岁。

## 著作
著有《实践与自由》、《意识形态论(修订版)》、《问题域的转换》、《重新理解马克思》、《新十批判书》等。